# Baby, I Love You
"Baby, I Love You" is een nummer van de Amerikaanse popgroep The Ronettes uit 1963.

## Achtergrond
Het lied is afkomstig van het debuutalbum Presenting the Fabulous Ronettes van de band. Vooruitlopend op de uitgave van dit album in 1964 werd het nummer in november 1963 op single uitgebracht. Het nummer is geschreven door Jeff Barry, Ellie Greenwich en Phil Spector, en geproduceerd door Spector.
Na hun gebrek aan succes tijdens hun contract bij Colpix Records (van 1961 tot 1963) tekenden de Ronettes Phil Spectors Philles Records. Op dit platenlabel had de groep wel succes, met name met de grote hit "Be My Baby" in de zomer van 1963. "Baby, I Love You" werd geschreven als opvolger van deze single. 
De opnames verliepen niet probleemloos. De band was geboekt om mee te gaan op tournee met Dick Clark en kon niet gelijktijdig in de opnamestudio zijn. Phil Spector besloot zangeres Ronnie Bennett in Californië te houden om "Baby, I Love You" op te nemen, terwijl de andere twee Ronettes, Estelle Bennett en Nedra Talley, op tournee gestuurd werden. Om Bennett en Talley te vervangen verzorgden Sonny Bono, Darlene Love en Cher de achtergrondzang op het nummer. Het sessiemuzikantencollectief The Wrecking Crew verzorgde de instrumentale ondersteuning. 
De single bereikte de elfde plek in de Britse en de 24e plek in de Amerikaanse hitlijst.

## Versie van Andy Kim
De Canadese zanger Andy Kim nam het nummer op voor zijn album, ook Baby I Love You geheten, uit 1969. De versie van Kim werd een grotere hit dan het origineel. In thuisland Canada wist Kim de eerste positie te behalen, en ook in Australië, Nieuw-Zeeland en de Verenigde Staten werd het een hit. In de Nederlandse Top 40 werd de vijfde plek gehaald.

### NPO Radio 2 Top 2000
| Nummer met noteringen in de NPO Radio 2 Top 2000 | '00  | '01  | '02  | '03  | '04  |
| ------------------------------------------------ | ---- | ---- | ---- | ---- | ---- |
| Baby, I Love You (Andy Kim)                      | 1416 | 1605 | 1826 | 1747 | 1709 |

1. ↑  Een vetgedrukt getal geeft de hoogste notering aan.
2. ↑  2000 was het eerste jaar met een notering voor dit nummer.
3. ↑  Deze tabel is bijgewerkt tot en met de meest recente editie (2024).

## Versie van de Ramones
In 1979 name de Ramones een cover van het nummer op voor hun album End of the Century dat in 1980 verscheen. Deze versie werd ook door Phil Spector geproduceerd. De single bereikte nummer acht in de UK Singles Chart en werd daarmee hun grootste Britse top tien-hit. 
De opname van het nummer gebeurde niet geheel vrijwillig. Phil Spector had de band onder schot gehouden en gedwongen om tot half vier 's nachts naar hem te luisteren terwijl hij "Baby, I Love You" speelde. Spector stond erop dat de Ramones een cover van het nummer zouden opnemen en liet Joey Ramone het zingen. Dit gebeurde met ondersteuning van een aantal sessiemuzikanten aangezien geen van de andere bandleden van de Ramones wilde meewerken. De Ramones hebben meermalen aangegeven een hekel aan het nummer te hebben. Vooral het goedkope strijkersarrangement op het nummer kreeg veel kritiek. 